# Hyacinthella dalmatica
Hyacinthella dalmatica là một loài thực vật có hoa trong họ Măng tây. Loài này được Chouard mô tả khoa học đầu tiên năm 1931.